# La ballena y el niño
La ballena y el niño (título original: A Whale of a Tale) es una película estadounidense de comedia, drama y familiar de 1976, dirigida por Ewing Miles Brown, que a su vez la escribió, musicalizada por Jonathan Cain, en la fotografía estuvo William G. Troiano y los protagonistas son William Shatner, Marty Allen y Abby Dalton, entre otros. El filme fue realizado por Luckris y se estrenó el 5 de junio de 1976.

## Sinopsis
Trata acerca de un joven, Joey, que tiene ansias de convertirse en entrenador de animales, este se adentra en zonas prohibidas de Marineland.